# Robbie Fowler
Robert Bernard Fowler (Toxteth, Liverpool, 9 de abril de 1975), más conocido como Robbie Fowler, es un exfutbolista y entrenador inglés. Más recientemente, dirigió al equipo Al-Qadsiah F. C. de la Primera División de Arabia Saudita.
Como jugador, fue delantero y es el noveno máximo goleador de la historia de la Premier League. Es más conocido por su tiempo en el Liverpool, inicialmente de 1993 a 2001. Marcó 183 goles en total, ganándose el apodo de «Dios» de los fanáticos de los reds, y es el segundo máximo goleador del Liverpool en la Premier League. Posteriormente jugó para el Leeds United y Manchester City, antes de regresar al Liverpool en enero de 2006. Se mudó al Cardiff City 18 meses después. Jugó allí durante un año antes de transferirse al Blackburn Rovers con un contrato de corto plazo. En diciembre de 2008, dejó Blackburn y jugó en Australia en el North Queensland Fury y Perth Glory. En 2011, se unió al equipo tailandés Muangthong United como jugador, pero luego fue nombrado jugador-entrenador, puesto que ocupó hasta su retiro en 2012.
Fowler fue internacional con Inglaterra en 26 ocasiones y marcó siete goles. Fue incluido en las selecciones de Inglaterra para las Eurocopas 1996 y 2000, y la Copa Mundial de Fútbol de 2002.
Después de Sadio Mané (con el Southampton), Fowler ocupa el 2.º lugar en marcar el triplete (tres goles en un mismo partido) más rápido de la Premier, tras marcarle tres goles al Arsenal en tres minutos en un partido de la Premier League 1994-95. Mané lo hizo en dos minutos con 56 segundos el 15 de mayo del 2015 ante el Aston Villa.

## Biografía
Fowler nació en Toxteth, Liverpool, y se crio en la zona centro de la ciudad de Liverpool. En esa época era conocido como Robert Ryder, el apellido de su madre. Vivía en Toxteth en el momento de los disturbios de 1981, cuando tenía seis años. Cuando era joven, apoyaba Everton F. C. y asistía regularmente a los partidos locales y visitantes. Jugó regularmente para el equipo escolar Thorvald y una vez anotó 16 veces en una goleada 26-0.

## Trayectoria

### Jugador
A pesar de haber crecido como fanático del Everton, Fowler empezó en las divisiones menores del Liverpool FC, el club de su ciudad natal, y en el año 1993 debutó en el primer equipo de los reds en un partido por la FA Cup, ante el Bolton Wanderers Football Club. En la siguiente temporada, ayudó a la selección inglesa sub-18 a ganar el Campeonato Europeo de 1993, antes de hacer su debut como goleador con el primer equipo en la victoria del Liverpool por 3-1 en la segunda ronda de la Copa de la Liga 1993-94, en Fulham el 22 de septiembre de 1993. Fowler anotó los cinco goles en el partido de vuelta en Anfield dos semanas después, convirtiéndose en el cuarto jugador en la historia del Liverpool en marcar cinco goles en un partido senior. Marcó su primer hat-trick de liga contra el Southampton el 30 de octubre de 1993 en su quinto partido de liga. Su primer gol de liga con los Reds llegó el 16 de octubre de 1993, cuando un empate en el minuto 87 en casa contra el Oldham Athletic en apuros salvó a los reds de lo que habría sido una de las mayores sorpresas de la temporada en la Premier League, con un autogol en el último suspiro que le dio al Liverpool una victoria por 2-1. Marcó dos goles en el empate 3-3 ante el Tottenham Hotspur el 18 de diciembre de 1993.
Durante la temporada 1994-95, Fowler fue un miembro constante del equipo de Liverpool, jugando en todos sus 57 partidos competitivos, incluida la victoria en la final de la Copa de la Liga de 1995 y un partido contra el Arsenal el 28 de agosto de 1994 en el que anotó lo que entonces era el hat-trick más rápido de la Premier League, en cuatro minutos y 33 segundos. Marcó dobletes contra Aston Villa, Ipswich Town, Chelsea y Norwich City en la liga esa temporada. Fowler fue elegido Jugador Joven del Año de la PFA en dos años consecutivos, en 1995 y 1996,  una hazaña también lograda por Ryan Giggs, Wayne Rooney y Dele Alli.
Pasó muchos años en el equipo de Anfield, hasta el año 2001, año en que después de obtener un triplete (FA Cup, Copa de la Liga y Copa de la UEFA), ficha por el Leeds United, pero no rinde a buen nivel en sus dos años en este club.
Volvió al fútbol de honor, jugando para el Manchester City, donde fue pieza clave en el club para ganar la permanencia en la máxima categoría.
Después de muchos años fuera de su ciudad de nacimiento, Fowler vuelve al Liverpool, donde alterna partidos en el torneo local como en competiciones europeas. Se convirtió en agente libre el 1 de julio tras haber marcado 183 goles en 369 apariciones durante sus dos períodos en el club.
Después de dejar el Liverpool F.C. en la temporada 2007-08 juega en el Cardiff City de la Segunda División, temporada marcada por las lesiones (marcaría cuatro goles en 13 partidos).
En el verano de 2008 aceptó la propuesta de su amigo Paul Ince de entrenarse con el Blackburn Rovers y en septiembre le ofrece contrato con el equipo, con lo que Fowler vuelve a la Premier League.
A finales de 2008 el Blackburn decide no alargar su contrato y tras unas semanas sin equipo el 2 de febrero ficha por el North Queensland Fury FC de la liga australiana, rechazando suculentas ofertas de Asia, pero Fowler se decide por Australia por el clima y por su familia.
El 27 de abril de 2010 se confirma su fichaje por el Perth Glory FC, después de una gran primera temporada se marcha con su antiguo entrenador a este nuevo club australiano.
El 7 de julio de 2011, Fowler acordó jugar con el Muangthong United, firmando un contrato de un año.
El 1 de marzo de 2012, el entrenador del Blackpool, Ian Holloway, confirmó que Fowler estaba entrenando con los Seasiders y que podría conseguir un contrato hasta el final de la temporada. Sin embargo, no pudieron llegar a un acuerdo y Fowler decidió no firmar cuando Karl Oyston le ofreció al delantero £100 por semana.
Fowler participó en el partido testimonial de Steven Gerrard contra el Olympiacos F. C. el 3 de agosto de 2013. Salió del banquillo en el minuto 73 y recibió una cálida recepción por parte de los aficionados del Liverpool. El 21 de abril de 2014, Fowler también participó en un partido benéfico para conmemorar las vidas de los 96 fanáticos del Liverpool que murieron en la Tragedia de Hillsborough. Marcó ambos goles para su equipo en un empate 2-2. y así anunció oficialmente su retiro. En mayo de 2016, se reveló que Fowler volvería a la cancha para jugar para Inglaterra en Soccer Aid, un partido de fútbol benéfico en ayuda de Unicef, junto a Jamie Carragher.

### Entrenador
Al regresar a Inglaterra, Fowler trabajó brevemente con el Milton Keynes Dons de la League One para ayudar al cuerpo técnico del club. El 7 de abril de 2011, el Bury confirmó que Fowler se uniría a su cuerpo técnico durante una semana para ayudar a Richie Barker.
Tras el despido de Henrique Calisto como entrenador principal, Fowler fue nombrado jugador-entrenador. En enero de 2012, dejó el club, que luego nombró a Slavisa Jokanovic como entrenador.

## Selección nacional
Con la Selección de Inglaterra ha sido internacional en 26 ocasiones, anotando siete goles. Participó en el Mundial de Corea-Japón 2002, donde su selección cayó en cuartos de final ante Brasil, que resultó campeón mundial en aquella misma edición.

### Participaciones en Copas del Mundo
| Copa              | Sede                | Resultado        | Partidos | Goles |
| ----------------- | ------------------- | ---------------- | -------- | ----- |
| Copa Mundial 2002 | Corea del Sur Japón | Cuartos de final | 1        | 0     |

### Participaciones en Eurocopas
| Copa          | Sede                   | Resultado    | Partidos | Goles |
| ------------- | ---------------------- | ------------ | -------- | ----- |
| Eurocopa 1996 | Inglaterra             | Semifinales  | 2        | 0     |
| Eurocopa 2000 | Bélgica · Países Bajos | Primera fase | 0        | 0     |

## Estadísticas

### Clubes

#### Como jugador
| Liverpool F. C. Inglaterra | 1.ª           | 1993-94       | 28  | 12  | 1  | 0  | 5  | 6  | 0  | 0  | 34  | 18  |
| Liverpool F. C. Inglaterra | 1.ª           | 1994-95       | 42  | 25  | 7  | 2  | 8  | 4  | —  | —  | 57  | 31  |
| Liverpool F. C. Inglaterra | 1.ª           | 1995-96       | 38  | 28  | 7  | 6  | 4  | 2  | 4  | 0  | 53  | 36  |
| Liverpool F. C. Inglaterra | 1.ª           | 1996-97       | 32  | 18  | 1  | 1  | 4  | 5  | 7  | 7  | 44  | 31  |
| Liverpool F. C. Inglaterra | 1.ª           | 1997-98       | 20  | 9   | 1  | 0  | 4  | 3  | 3  | 1  | 28  | 13  |
| Liverpool F. C. Inglaterra | 1.ª           | 1998-99       | 25  | 14  | 2  | 1  | 2  | 1  | 6  | 2  | 35  | 18  |
| Liverpool F. C. Inglaterra | 1.ª           | 1999-00       | 14  | 3   | 0  | 0  | 0  | 0  | —  | —  | 14  | 3   |
| Liverpool F. C. Inglaterra | 1.ª           | 2000-01       | 27  | 8   | 5  | 2  | 5  | 6  | 11 | 1  | 48  | 17  |
| Liverpool F. C. Inglaterra | 1.ª           | 2001-02       | 10  | 3   | 0  | 0  | 0  | 0  | 7  | 1  | 17  | 4   |
| Liverpool F. C. Inglaterra | 1.ª           | 2005-06       | 14  | 5   | 0  | 0  | 0  | 0  | 2  | 0  | 16  | 5   |
| Liverpool F. C. Inglaterra | 1.ª           | 2006-07       | 16  | 3   | 0  | 0  | 3  | 2  | 4  | 2  | 23  | 7   |
| Liverpool F. C. Inglaterra | Total club    | Total club    | 266 | 128 | 24 | 12 | 35 | 29 | 44 | 14 | 369 | 183 |
| Leeds United F. C. Inglaterra | 1.ª           | 2001-02       | 22  | 12  | 1  | 0  | 0  | 0  | —  | —  | 23  | 12  |
| Leeds United F. C. Inglaterra | 1.ª           | 2002-03       | 8   | 2   | 1  | 0  | 0  | 0  | 1  | 0  | 10  | 2   |
| Leeds United F. C. Inglaterra | Total club    | Total club    | 30  | 14  | 2  | 0  | 0  | 0  | 1  | 0  | 33  | 14  |
| Manchester City F. C. Inglaterra | 1.ª           | 2002-03       | 13  | 2   | 0  | 0  | 0  | 0  | —  | —  | 13  | 2   |
| Manchester City F. C. Inglaterra | 1.ª           | 2003-04       | 31  | 7   | 4  | 1  | 2  | 1  | 4  | 1  | 41  | 10  |
| Manchester City F. C. Inglaterra | 1.ª           | 2004-05       | 32  | 11  | 0  | 0  | 1  | 1  | —  | —  | 33  | 12  |
| Manchester City F. C. Inglaterra | 1.ª           | 2005-06       | 4   | 1   | 1  | 3  | 0  | 0  | —  | —  | 5   | 4   |
| Manchester City F. C. Inglaterra | Total club    | Total club    | 80  | 21  | 5  | 4  | 3  | 2  | 4  | 1  | 92  | 28  |
| Cardiff City F. C. Gales | 2.ª           | 2007-08       | 13  | 4   | 0  | 0  | 3  | 2  | —  | —  | 16  | 6   |
| Blackburn Rovers F. C. Inglaterra | 1.ª           | 2008-09       | 3   | 0   | 0  | 0  | 3  | 0  | —  | —  | 6   | 0   |
| Northern Fury F. C. Australia | 1.ª           | 2009-10       | 26  | 9   | 0  | 0  | —  | —  | —  | —  | 26  | 9   |
| Perth Glory F. C. Australia | 1.ª           | 2010-11       | 28  | 9   | 0  | 0  | —  | —  | —  | —  | 28  | 9   |
| Muangthong United F. C. Tailandia | 1.ª           | 2011          | 13  | 8   | 4  | 2  | 1  | 0  | 2  | 0  | 20  | 10  |
| Total carrera | Total carrera | Total carrera | 459 | 193 | 35 | 18 | 45 | 33 | 51 | 15 | 590 | 259 |
| (1) Incluye datos de la FA Cup (1993-06) y Copa FA de Tailandia (2011). (2) Incluye datos de la Copa de la Liga de Inglaterra (1993-09) y Copa de la Liga de Tailandia (2011). (3) Incluye datos de la Copa de la UEFA (1995-04), Recopa de Europa (1996-97), Liga de Campeones (2001-07), Supercopa de Europa (2001) y Liga de Campeones de la AFC (2011). |               |               |     |     |    |    |    |    |    |    |     |     |

#### Como entrenador
| Club                    | País           | Año       |
| ----------------------- | -------------- | --------- |
| Muangthong United F. C. | Tailandia      | 2011-2012 |
| Brisbane Roar F. C.     | Australia      | 2019-2020 |
| East Bengal F. C.       | India          | 2020-2021 |
| Al-Qadsiah F. C.        | Arabia Saudita | 2023      |

## Palmarés

### Campeonatos nacionales
| Título          | Club            | País       | Año  |
| --------------- | --------------- | ---------- | ---- |
| Copa de la Liga | Liverpool F. C. | Inglaterra | 1995 |
| Copa de la Liga | Liverpool F. C. | Inglaterra | 2001 |
| FA Cup          | Liverpool F. C. | Inglaterra | 2001 |
| FA Cup          | Liverpool F. C. | Inglaterra | 2006 |

### Campeonatos internacionales
| Título                    | Club                           | Sede       | Año  |
| ------------------------- | ------------------------------ | ---------- | ---- |
| Campeonato Europeo Sub-18 | Selección Sub-20 de Inglaterra | Inglaterra | 1993 |
| Copa de la UEFA           | Liverpool F. C.                | Dortmund   | 2001 |
| Supercopa de Europa       | Liverpool F. C.                | Mónaco     | 2001 |

### Distinciones individuales
| Distinción                          | Año  |
| ----------------------------------- | ---- |
| Premio PFA al jugador joven del año | 1995 |
| Premio PFA al jugador joven del año | 1996 |